# Exspina typica
Exspina typica is een naaldkreeftjessoort . De wetenschappelijke naam van de soort is voor het eerst geldig gepubliceerd in 1968 door Lang.